# 陳政聞
陳政聞（1977年6月5日—），中華民國政治人物，民主進步黨籍，一邊一國連線派系成員。現任中華職棒台鋼雄鷹董事。2010年至2018年曾任高雄市議員，2018年九合一大選爭取連任高雄市議員，但以第6名（16941票）落選，是該屆選舉中最高票落選的高雄市議員候選人。後擔任行政院南部聯合服務中心執行長，2021年7月18日因在疫情期間在旭海牡丹灣Villa群聚而請辭。

## 學歷
- 國立中山大學政治研究所博士班
- 國立中山大學政治研究所碩士
- 中國文化大學政治系
- 中國文化大學體育系國術組

## 經歷
- 曾任2004年陳水扁前總統競選連任南台灣青年總部「水龍頭俱樂部」執行長、民進黨高雄市黨部文宣組組長、民進黨高雄市黨部主任委員。
- 2010年成為一邊一國連線最初成員之一。
- 高雄市空中大學講師
- 民進黨高雄市黨部第12屆主任委員
- 2010年美國國務院IVLP（全球領袖菁英計畫）台灣政治人物代表
- 民進黨高雄市議會黨團幹事長
- 第1-2屆高雄市議員（2010年12月25日-2018年12月25日）
- 行政院南部聯合服務中心第11任執行長（2019年4月26日-2021年7月18日）
- 台鋼雄鷹董事

## 家族
其妻黃偵潔於2012年因大腸癌病逝。

## 爭議
- 2018年10月17日，陳政聞在三立新聞台政論節目《54新觀點》上對韓國瑜粉絲頁的小編王律涵批評「年輕人可以做錯事，不能做壞事」，影射王律涵使用FB假帳號，遭王律涵回嗆「你們這些大人有多噁心。」[1]
- 2021年7月，行政院南部聯合服務中心執行長陳政聞與房地產業界人士遭指於當月13日全國三級防疫的「微解封」期間違反防疫規定「餐廳禁止內用」、「室內5人」等規定，曾在屏東旭海牡丹灣Villa聚餐[2]。2021年7月18日，陳政聞為此引咎請辭，但他仍堅稱並未違反防疫規定[3]。